# ウィリアム・マクレガー・パクストン
ウィリアム・マクレガー・パクストン（William McGregor Paxton、1869年6月22日 - 1941年5月13日）は、アメリカ合衆国の画家である。肖像画、人物画を描いた。

## 略歴
メリーランド州のボルチモアに生まれた 。1870年代なかばに家族とマサチューセッツ州のNewton Cornerに移り、父親はそこで商売を始めた。
18歳になった時、パクストンはボストンの私立のカウルズ美術学校(Cowles School of Art)に入学し、デニス・ミラー・バンカーに学んだ。その後、バンカーと同じように、パリ国立高等美術学校でジャン＝レオン・ジェロームのもとへ留学した.。パリの私立の美術学校、アカデミー・ジュリアンでも学んだとする資料もある。パリから帰国するとカウルズ美術学校で、ジョセフ・デキャンプ(1858-1923)のもとで修行を続け 、デキャンプの学生だったエリザベス・オーキー(Elizabeth Okie: 1878–1972)を指導するようになり、1896年に2人は婚約し、1899年に結婚した。
妻となったエリザベス・オーキー・パクストンは、夫のモデルになるとともに、画家の仕事を続け、静物画や室内画を描き、多くの展覧会に出展した。
ウィリアム・マクレガー・パクストンは1906年から1913年まで、ボストン美術館付属の美術学校で教えた 。ボストンで活動し、肖像画家として評価された。1914年にフランク・ウェストン・ベンソン(1862-1951)やエドモンド・チャールズ・ターベル(1862-1938)らと「ボストン芸術家ギルド(Guild of Boston Artists)」の創立会員になった 。
1941年にボストンの自宅で、妻の絵を描いている時に、心不全で亡くなった。
ウィリアム・マクレガー・パクストンはオランダの巨匠、フェルメールの作品ような雰囲気を持った人物画を描いた。

## 作品

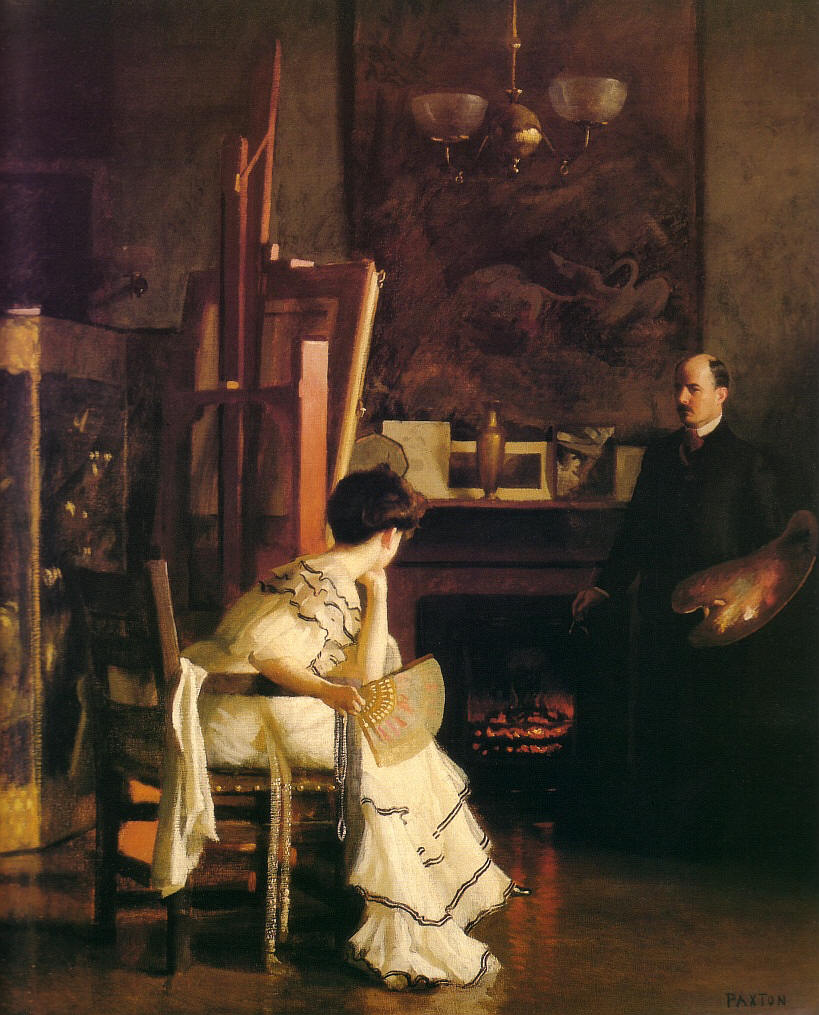
スタジオで (1905)
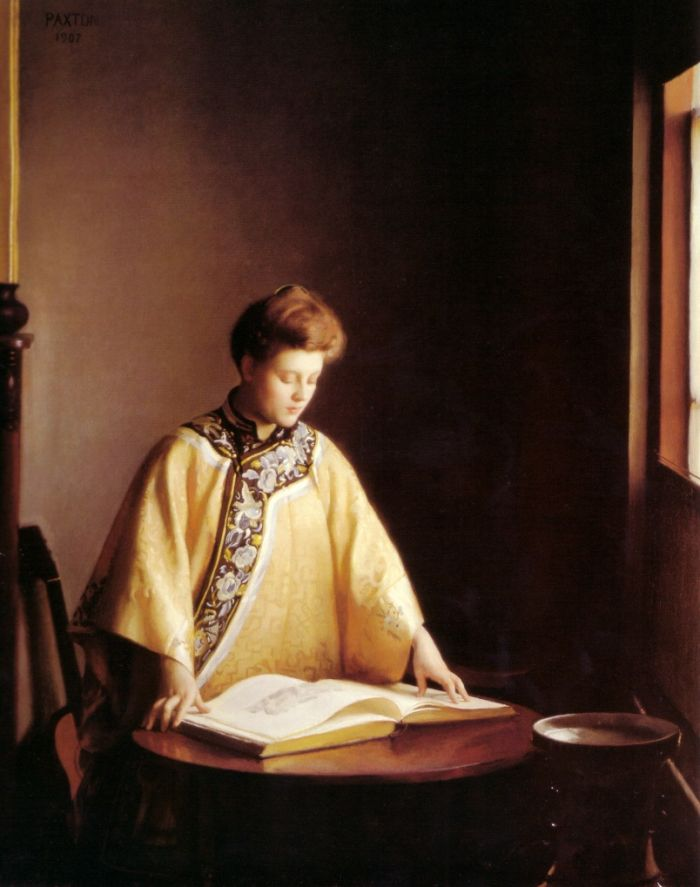
黄色い上着 (c.1907)
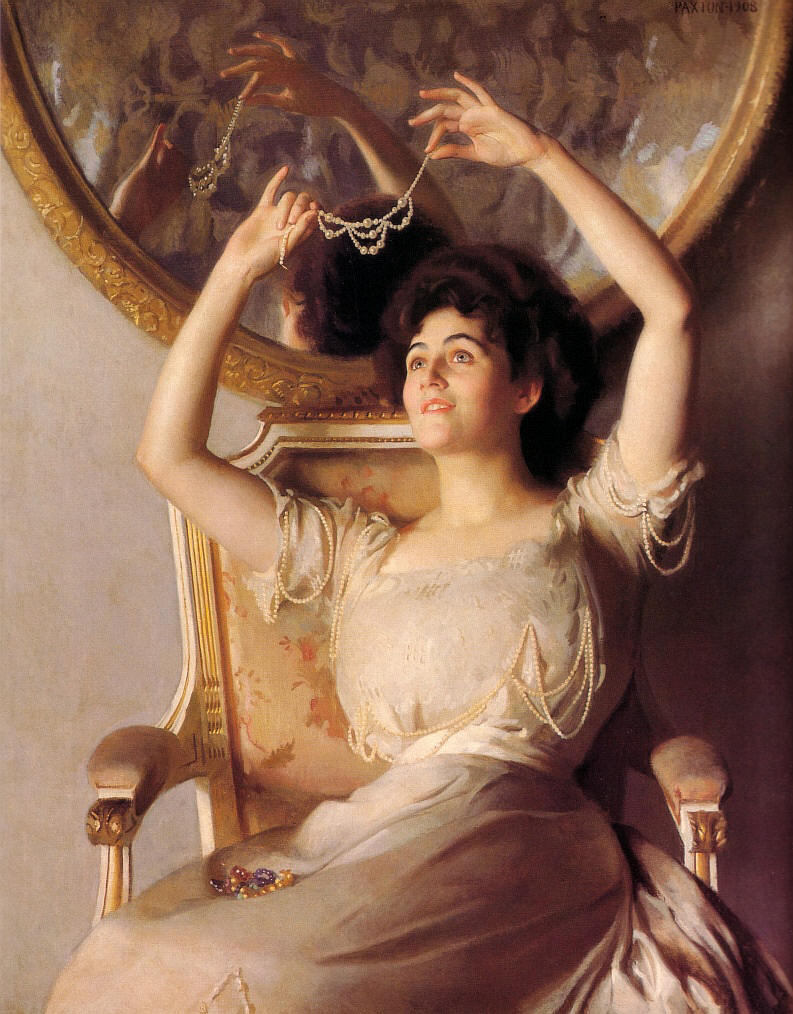
真珠のアクセサリー (1908)
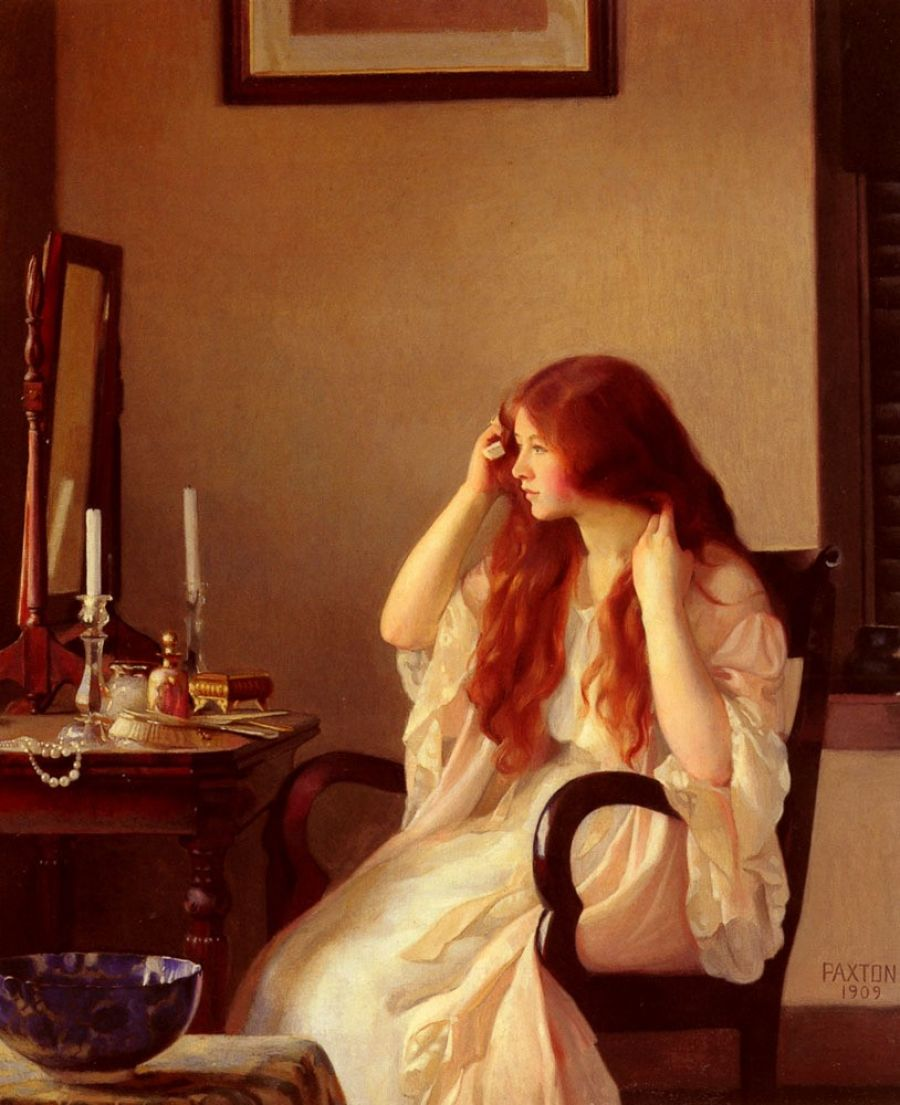
髪を結ぶ少女  (1909)
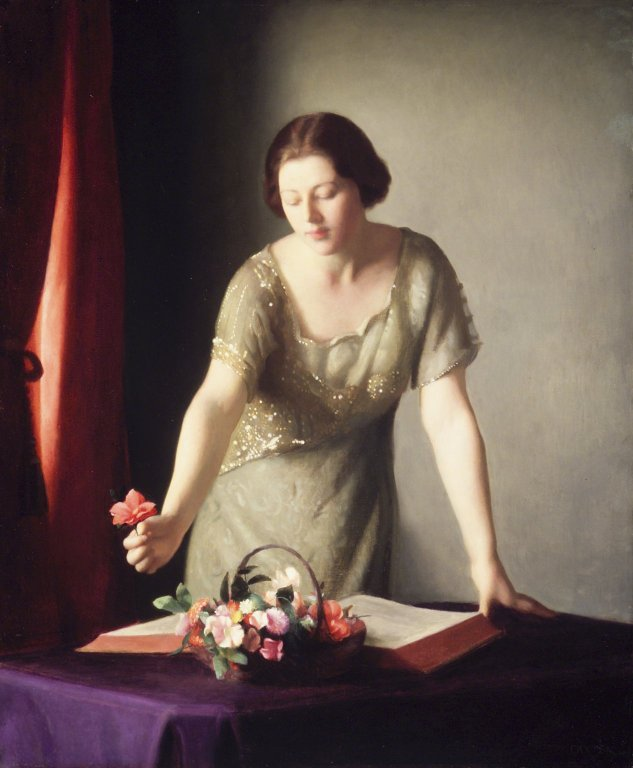
花を飾る女性 (1921)
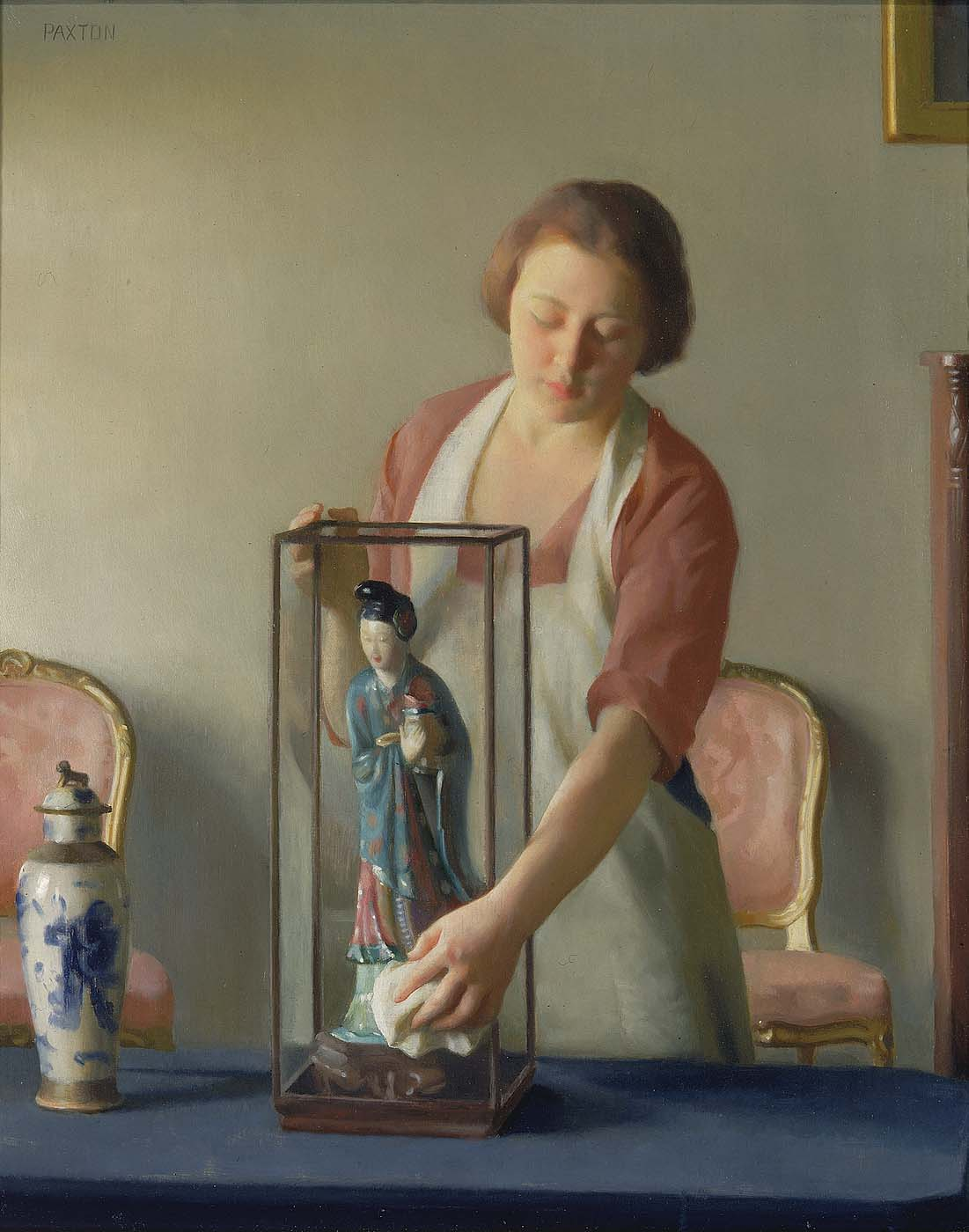
人形 (1921)
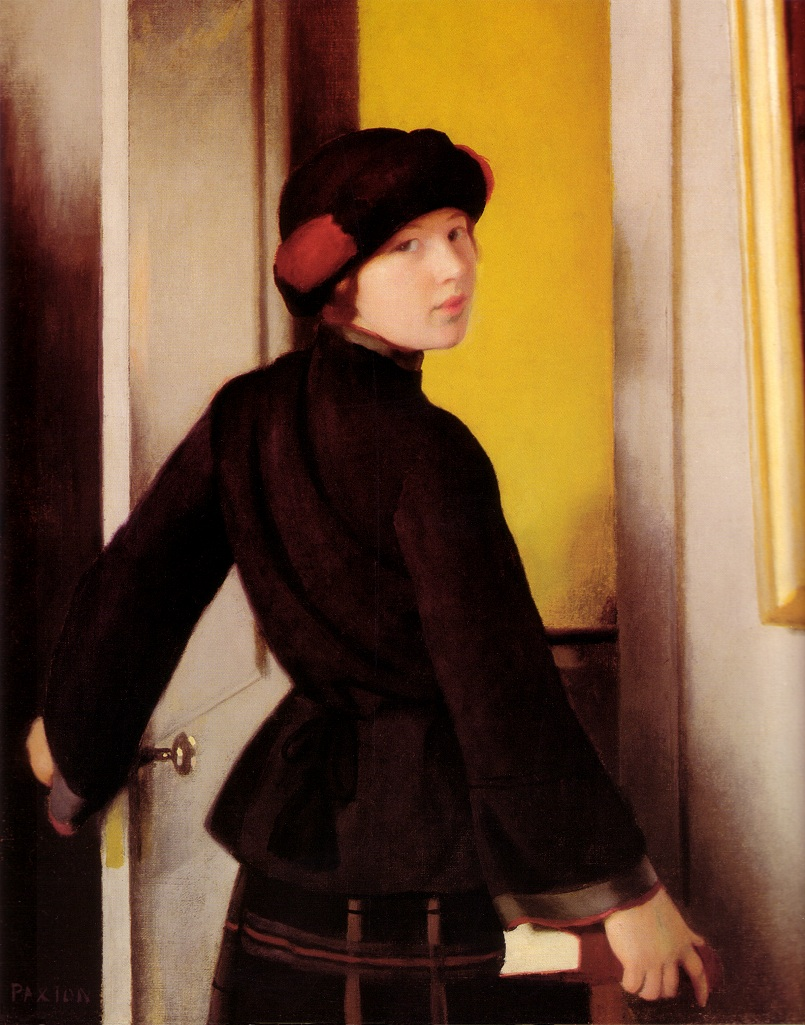
スタジオの出口で (1921)
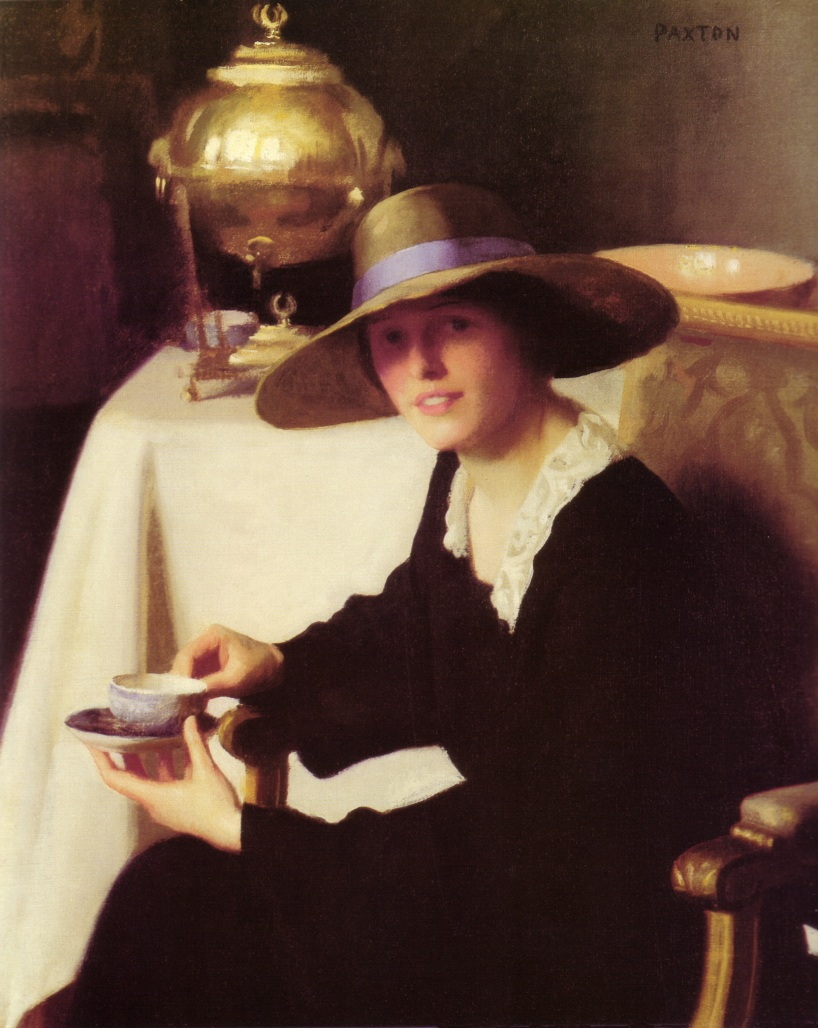
サモワール (1926)